# Mikuláš Krampoťák
Mikuláš Krampoťák nebo také Trampota z Liptálu, byl valašský zbojník, uznávaný vůdce větší zbojnické skupiny. Pocházel z Liptálu na panství Vsetín. Jeho příběh se dá sledovat od dubna 1739, kdy spolu s dalšími 8 druhy přepadl jakéhosi zemana v Rymicích u Holešova. Na podzim 1739 poslal Krampoťák svého bratra Pavla ke zbojníkům, aby se shromáždili v Trnavě, kde se sešlo 14 chlapů. Vypravili se na Kysuce, kde oloupili jakéhosi kováře, kořist byla slušná – každý dostal po 38 rýnských. Pak se vrátili na lukovské panství a skoro celý podzim byli v Trnavě. Poté se vypravili na faru ve Zdounkách, kde získali množství drobných peněz, které ani nepočítali, ale měřili malou miskou. Kolem sv. Martina se pár členů tlupy vypravilo do Vizovic, ale bez Krampoťáka, který se na ně pro to hněval a marně je přemlouval, aby mu pomohli osvobodit z vězení jeho dva zetě, z nichž jeden seděl ve Zlíně a druhý ve Vizovících. Krampoťákův zeť byl později ve Vizovicích propuštěn a Krampoťák prohlašoval, že ho to moc stálo.
Přes zimu se zbojníci stáhli na paseky v Kateřinicích. Odtud bylo kousek do Loučky, jejíž majitel Antonín František z Deblína zbojníkům vzkazoval, ať k němu přijdou a zejména chtěl, aby k němu přišel Krampoťák. Ten to ale odmítal, v té době se ukrýval na faře v Liptále, aby mohl dosáhnout amnestie. Vsetínští marně žádali faráře o jeho vydání, navrhovali, aby farář oznámil nějakou fingovanou krádež a oni by pak Krampoťáka zatkli. Liptálský farář ale nebyl k takovému jednání ochoten, takže portáši museli získat povolení ke vstupu na církevní půdu od konzistoře. Ani to nezabránilo faráři, aby portáše inzultoval, dokonce na ně zaútočil palicí. Na liptálské faře se portáši zmocnili Mikuláše Krampoťáka a jeho syna resp. jiného příbuzného. Vedli je pak do Jasenné a do Slušovic, kde chtěli dopadnout další členy tlupy. Pak už následovalo asi jen vláčení po věznicích, výslechy, konfrontace a soud. Z dopisu brněnského tribunálu císaři ze dne 4. února 1741 vyplývá, že Mikuláš Krampoťák byl krátce předtím popraven.